# Districtul Sátoraljaújhely
Sátoraljaújhely (în maghiară Sátoraljaújhelyi járás) este un district în județul Borsod-Abaúj-Zemplén, Ungaria.
Districtul are o suprafață de 321,38 km2 și o populație de 22.673 locuitori (2013).